# SRF zwei
SRF zwei – szwajcarski kanał telewizyjny, nadawany przez Schweizer Radio und Fernsehen, niemieckojęzyczną część publicznego nadawcy SRG SSR. Został uruchomiony 1 września 1997 jako SF 2. W 2005 dwójka w nazwie zaczęła być zapisywana słownie, zaś w 2012 zmienił nazwę na obecną.
SRF zwei uznawany jest za najbardziej młodzieżowy i zarazem rozrywkowy z trzech kanałów niemieckojęzycznej telewizji publicznej w Szwajcarii. Emituje filmy, seriale, transmisje sportowe, a także programy typu talent show. W niemieckojęzycznej części Szwajcarii kanał można odbierać w naziemnym przekazie cyfrowym, a w całym kraju jest powszechnie dostępny w sieciach kablowych. Prowadzona jest również kodowana transmisja satelitarna przez satelitę Eutelsat Hot Bird 13B.